# Літні діти
Літні діти (англ. Summer's Children) — канадський фільм 1979 року.

## Сюжет
Молодий чоловік, намагаючись втекти від проблем у дома, їде в інше місто, щоб знайти нове життя. Він знаходить нову роботу і закохується в жінку. Незабаром після переїзду, чоловік виявляє, що його сестра в місті і що вона стала повією. Він починає шукати її в найгірших районах міста.

## У ролях
- Томас Хауф — Стів
- Поллі Джардін — Дженні
- Дон Френкс — Альберт
- Кейт Лінч — Кеті
- Кен Джеймс — Тоні
- Патріція Коллінз — Елейн
- Френк Алдоус — художник
- Вейн Бест — Боб
- Девід Болт — регулювальник
- Лінн Кевена — повія
- Річард Іден — механік 1
- Дональд Івер — майстер
- Джойс Гордон — Еліс
- Мерлін Гарріс — Айріс
- Кей Хоутрі — місіс Бейнс
- Майкл Айронсайд — сутенер
- Кіт Джеймс — хлопець
- Роберт МакХіді — Том
- Брайан Міллер — Фред
- Джон Новак — хлопець
- Беверлі Робінсон — стриптизерка
- Гері Шварц — механік 2
- Мел Так — Джек